# Blast-Off Buzzard
Blast-Off Buzzard (conocido como El Buitre Salitre y Piernas Locas en Latinoamérica), es un segmento que se emitió dentro de la serie de cortos Los osos mañosos de Hanna-Barbera, emitida en 1977.

## Argumento
Trata sobre las desventuras de un buitre con plumaje morado, que usa un casco de aviador y una bufanda naranja llamado Blast-Off Buzzard (Buitre Salitre en América Latina), quien persigue a Crazy Legs (Piernas Locas en Latinoamérica), una serpiente marrón que usa un casco de corredor verde y es muy veloz, quien corre para escapar y evitar ser comido por el primero. Posee un argumento muy similar a El Coyote y el Correcaminos. Al igual que el Coyote, Blast-Off Buzzard intenta atrapar a Crazy Legs con artilugios y trampas intrincadas, siempre fracasando en el intento.

## Apariciones

### Caricaturas
1. Buzzard, You're a Turkey (10 de septiembre de 1977) -
2. Hard Headed Hard Hat (17 de septiembre de 1977) -
3. Hearts and Flowers, Buzzards and Snakes (24 de septiembre de 1977) -
4. The Egg and Aye, Aye, Aye (1 de octubre de 1977) -
5. Testing One, Two, Three (8 de octubre de 1977) -
6. Ho, Ho, Ho, It's the Birthday Buzzard (15 de octubre de 1977) -
7. Wheelin' and Reelin'  (22 de octubre de 1977) -
8. Buzzard, Clean Up Your Act (29 de octubre de 1977) -
9. Backyard Buzzard (5 de noviembre de 1977) -
10. Spy in the Sky (12 de noviembre de 1977) -
11. First Class Buzzard (19 de noviembre de 1977) -
12. Freezin' and Sneezin'  (26 de noviembre de 1977) -
13. Cousin Snaky is a Groove (3 de diciembre de 1977) -

### TV
- Tom & Jerry Kids (TV - 1990-93): Blast-Off y Crazylegs Aparece en dos episodios titulado, Destructive Construction y Abusement Park (de 1993), el segmento salen de habladores actualmente.